# グレース・ジャクソン
グレース・ジャクソン（Grace Jackson、1961年6月14日 ‐ ）は、ジャマイカの元陸上競技選手である。1988年に行われたソウルオリンピックの女子200mで銀メダルを獲得した選手である。
ソウルオリンピックの女子200m決勝は、史上最高ともいわれるハイレベルなものであった。準決勝で世界新記録を樹立したフローレンス・ジョイナー（アメリカ合衆国）を始め、前世界記録保持者のハイケ・ドレクスラー（東ドイツ）や、世界チャンピオンのジルケ・グラディッシュ＝メラー（東ドイツ）、同じジャマイカの第一人者マリーン・オッティなど、強豪揃いであった。そんな中でジャクソンは、再び世界新を出したジョイナーに次いで2着でフィニッシュ。記録は21秒72という好タイムであった。このタイムは現在でも世界歴代7位に位置している。

## 主な成績
| 年   | 大会                       | 場所                         | 種目 | 結果 | 記録   |
| ---- | -------------------------- | ---------------------------- | ---- | ---- | ------ |
| 1983 | 世界陸上競技選手権大会     | ヘルシンキ(フィンランド)     | 200m | 5位  | 22秒63 |
| 1987 | 世界室内陸上競技選手権大会 | インディアナポリス(アメリカ) | 200m | 3位  | 23秒21 |
| 1988 | オリンピック               | ソウル(大韓民国)             | 200m | 2位  | 21秒72 |
| 1989 | 世界室内陸上競技選手権大会 | ブダペスト(ハンガリー)       | 200m | 2位  | 22秒95 |

## 記録
- 200m　21秒72　（1988年9月29日）
- 400m　49秒57　（1988年7月10日）